# Рытко, Ярослав Александрович
Ярослав Александрович Рытко (род. 24 августа 1985) — украинский самбист и дзюдоист, бронзовый призёр первенств Европы и мира по самбо 2005 года среди юниоров, бронзовый призёр первенства Украины по дзюдо 2007 года среди молодёжи, серебряный (2010, 2012) и бронзовый (2005, 2006, 2009) призёр чемпионатов Украины по дзюдо, победитель и призёр международных турниров по самбо и дзюдо, серебряный (2011) и бронзовый (2015, 2016) призёр чемпионатов Европы по самбо, бронзовый призёр Кубка мира 2014 года по самбо, бронзовый призёр чемпионатов мира по самбо 2012 и 2015 годов, мастер спорта Украины международного класса. Увлёкся самбо в 1994 году. По дзюдо выступал в полутяжёлой (до 100 кг) и абсолютной весовых категориях.